# Jiří Levý

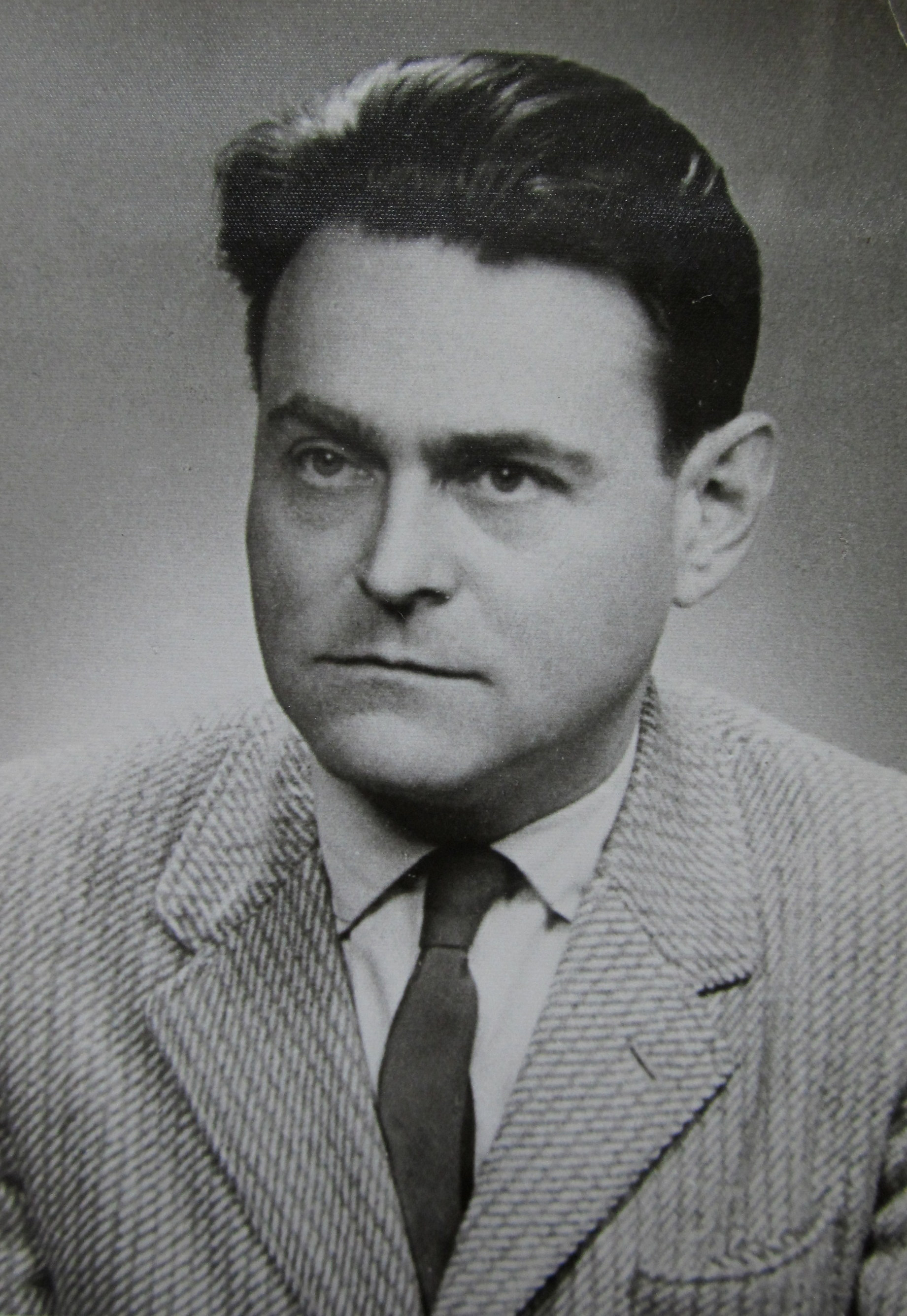
Jiří Levý

Jiří Levý (* 8. August 1926 in Košice; † 17. Januar 1967 in Brünn) war tschechischer Literaturtheoretiker und Historiker.

## Leben
Der Sohn des Literaturhistorikers Otakar Levý studierte nach dem Besuch der Realschule an der Masaryk-Universität in Brünn englische und tschechische Sprache. Von 1950 bis 1963 war er Dozent an der Universität Olmütz und wirkte von 1964 am Lehrstuhl für tschechische Literatur und Literaturwissenschaften an der Brünner Universität mit.

## Mitgliedschaften
In Brünn organisierte er zwei versologische Konferenzen, gründete die Gruppe der exakten Methoden und zwischenfachgebietlichen Beziehungen. Er war Mitglied des Verbandes tschechoslowakischer Schriftsteller, arbeitete aktiv in der Übersetzungssektion des Verbandes tschechischer Schriftsteller mit und war in der internationalen Übersetzungsorganisation FIT tätig. Levý war Mitglied des Redaktionsrates Odeon bei den tschechischen Zeitschriften Tschechische Literatur (Česká literatura), Dialog, Babel und Redaktor der Sammlung Theorie der Verse (Teorie verše).

## Werke
Seine Forschungsschwerpunkte schrieb er nieder in seinen Werken Entwicklung der Übersetzungsmethoden in der tschechischen Literatur (Vývoj překladatelských metod v české literatuře, 1957), seiner Habilitationsarbeit Grundfragen der Theorie der Übersetzung (Základní otázky teorie překladu, 1958) und seiner Doktorarbeit Probleme der vergleichenden Versifikation (Problémy srovnávací versifikace, 1963). Daneben schrieb er Beiträge für tschechische und ausländische wissenschaftliche Zeitschriften und hielt Vorträge zum Thema Übersetzung unter anderem in Dubrovnik, Warschau, Hamburg, Wien und Stuttgart.
Gemeinsam mit Jiří Franěk redigierte er die Edition Tschechische Übersetzung (Český překlad). Als erster Band dieser Edition erschien seine Publikation Tschechische Theorie der Übersetzung (České teorie překladu, 1957).
Sein Buch Die Kunst der Übersetzung (Umění překladu, 1963) beschäftigt sich mit den Problemen der Übersetzung künstlerischer Literatur, mit Schwerpunkt auf Poesieübersetzung. In erweiterter Ausgabe erschien dieses Werk 1969 auf Deutsch unter dem Titel Die literarische Übersetzung. Theorie einer Kunstgattung, übersetzt von Walter Schamschula. 
In weiteren Werken beschäftigt sich Levý mit der Verstheorie und der Problematik derer Übersetzung. 
Zu seinen Werken gehören auch Monographien über T. S. Eliot, Walt Whitman, Ben Jonson und andere.